# Makan Mouchou Traoré
Pour les articles homonymes, voir Makan Traoré et Traoré.
Makan Mouchou Traoré, née le 27 juin 1993 à Paris, est une joueuse de football française évoluant au poste de milieu de terrain à  Rouen.

## Carrière
Après une formation au Mans FC, Makan Traoré signe à l'Olympique lyonnais à l'été 2011. Elle fait ses débuts en Ligue des champions le 28 septembre 2011 contre Cluj (victoire 0-9).

## Palmarès
Olympique lyonnais
- Championnat de France (4) :
  - Championne : 2012, 2013, 2014 et 2015.
- Coupe de France (2) :
  - Vainqueur : 2012 et 2014.
- Ligue des champions de l'UEFA :
  - Vainqueur : 2012

## Statistiques
| Saison                | Club                  | Championnat           | Championnat | Championnat | Coupe(s) nationale(s) | Coupe(s) nationale(s) | Compétition(s) continentale(s) | Compétition(s) continentale(s) | Compétition(s) continentale(s) | Total | Total |
| Saison                | Club                  | Division              | M.          | B.          | M.                    | B.                    | Comp.                          | M.                             | B.                             | M.    | B.    |
| 2008-2009             | Le Mans FC            | Division 2            | 6           | 3           | -                     | -                     | -                              | -                              | -                              | 6     | 3     |
| 2009-2010             | Le Mans FC            | Division 2            | 5           | 4           | 3                     | 1                     | -                              | -                              | -                              | 8     | 5     |
| 2010-2011             | Le Mans FC            | Division 1            | 18          | 5           | 1                     | 0                     | -                              | -                              | -                              | 19    | 5     |
| 2011-2012             | Olympique lyonnais    | Division 1            | 1           | 0           | 1                     | 0                     | WCL                            | 2                              | 0                              | 4     | 0     |
| 2012-2013             | Olympique lyonnais    | Division 1            | 4           | 0           | 0                     | 0                     | WCL                            | 1                              | 0                              | 5     | 0     |
| Total sur la carrière | Total sur la carrière | Total sur la carrière | 34          | 12          | 5                     | 1                     | -                              | 3                              | 0                              | 42    | 13    |